# جف کافین
جف کافین (انگلیسی: Geoff Coffin; ۱۷ اوت ۱۹۲۴ – ۱۲ مارس ۲۰۱۵) بازیکن فوتبال بود.
از باشگاه‌هایی که در آن بازی کرده‌است می‌توان به باشگاه فوتبال وینسفورد یونایتد اشاره کرد.